# Pachnephorus bistriatus
Pachnephorus bistriatus es una especie de insecto coleóptero de la familia Chrysomelidae.
Fue descrita científicamente en 1852 por Mulsant.